# Dyscherus
Dyscherus – rodzaj chrząszczy z rodziny biegaczowatych, podrodziny Scaritinae i plemienia Scaritini.

## Taksonomia
Rodzaj opisany w 1855 przez M. Chaudoira. W 1973 P. Basilewsky zaklasyfikował go do podplemienia Dyscherina. Obecnie zaliczany do podplemienia Scaritina.

## Występowanie
Wszystkie należące tu gatunki są endemitami Madagaskaru, występujący w północno-wschodniej części wyspy.

## Systematyka
Opisano dotychczas 15 gatunków z tego rodzaju:
- Dyscherus ambondrombe Burlisch, Janak et Moravec, 2005
- Dyscherus bongolavae Basilewsky, 1979
- Dyscherus costatus (Klug, 1833)
- Dyscherus descarpentriesi Basilewsky, 1976
- Dyscherus gigas Basilewsky, 1979
- Dyscherus janaki Bulirsch et Moravec, 2009
- Dyscherus mocquerysi Banninger, 1934
- Dyscherus occidentalis Basilewsky, 1976
- Dyscherus pauliani Basilewsky, 1976
- Dyscherus peyrierasi Basilewsky, 1976
- Dyscherus punctatostriatus Basilewsky, 1976
- Dyscherus sicardi Jeannel, 1946
- Dyscherus storthodontoides Banninger, 1935
- Dyscherus subgranulatus Basilewsky, 1954
- Dyscherus viettei Basilewsky, 1973